# Csecsenföld
A Csecsen Köztársaság (oroszul Чечня́, Чече́нская Респу́блика [Csecsnya, Csecsenszkaja Reszpublika], csecsenül Нохчийн Республика [Nohcsiijn Reszpublika]), vagy röviden Csecsenföld (Icskéria) az Oroszországi Föderáció része, a Kaukázus északi részén.
A Szovjetunió 1991-es összeomlása után a Csecsen–Ingus Autonóm Szovjet Szocialista Köztársaság szétvált Ingus Köztársaságra és a magát „Icskéria Csecsen Köztársaság” néven függetlennek kikiáltó államra. Az egyoldalúan kikiáltott függetlenséget Oroszország nem ismerte el, és az első csecsen háború (1994–1996) után a köztársaság de facto szuverénné vált, bár csak a tálibok Afganisztánja ismerte el. Az orosz ellenőrzés a második csecsen háború (1999–2000) után helyreállt, bár a feszültség és a gerillaharc továbbra is rányomták bélyegét a köztársaság életére, amelynek az vetett véget, hogy 2009-ben az orosz hadsereg kivonult Csecsenföldről. 
A háborúk vége óta megkezdődött a terület gazdasági fellendülése és újjáépítése. 
A hatalmat oroszbarát politikai pártok tartják a kezükben, de Csecsenföld nem lett föderatív entitásként visszaintegrálva Oroszországhoz. 
A politikát kezdetben Ahmad Kadirov , majd később, a 2020-as évek elején is a fia, Ramzan Kadirov diktatórikusan uralja. Rendszeresen előfordulnak súlyos emberi jogi jogsértések, például az ellenfelek meggyilkolása vagy megkínzása.
A területe Magyarországénak mintegy egyötöde, a népessége kb. 1,5 millió fő, a fővárosa Groznij. Hivatalos nyelve a csecsen és az orosz. A lakosság többsége muszlim (szunnita).

## Etimológia
A területet ma Csecsen Köztársaságnak vagy Csecsenföldnek nevezik.
A magyarban is ismert elnevezése az orosz nevéből ered (Чече́нская Респу́блика).
A köztársaság neve csecsen nyelven Nokhcsijn Köztársaság  (Нохчийн Республика) vagy Nohcsijcho.
2006-ban a volt elnök, Alu Alhanov javasolta az állam nevének módosítását a Nohcsijn-ra.

## Földrajz
Földrajzilag Kelet-Európában, a Kaukázus vonalától észak-északkeletre, a Kaszpi-tenger közelében fekszik és legnagyobbrészt orosz szövetségi területek veszik körül. Oroszország Észak-kaukázusi szövetségi körzetének egy részét képezi.
A határának hossza kb. 850 km. A köztársaság területe 16 171 km². 2018-ig eltérő adatok vannak a területéről amiatt, hogy a Csecsen Köztársaság és az Ingus Köztársaság közötti határvonalban még nem jött létre megállapodás.
A következő entitásokkal határos: északnyugaton Sztavropoli határterület, északkeleten és keleten Dagesztán, délen Grúzia, valamint nyugaton Ingusföld és Észak-Oszétia.

### Domborzat
A domborzata változatos: 

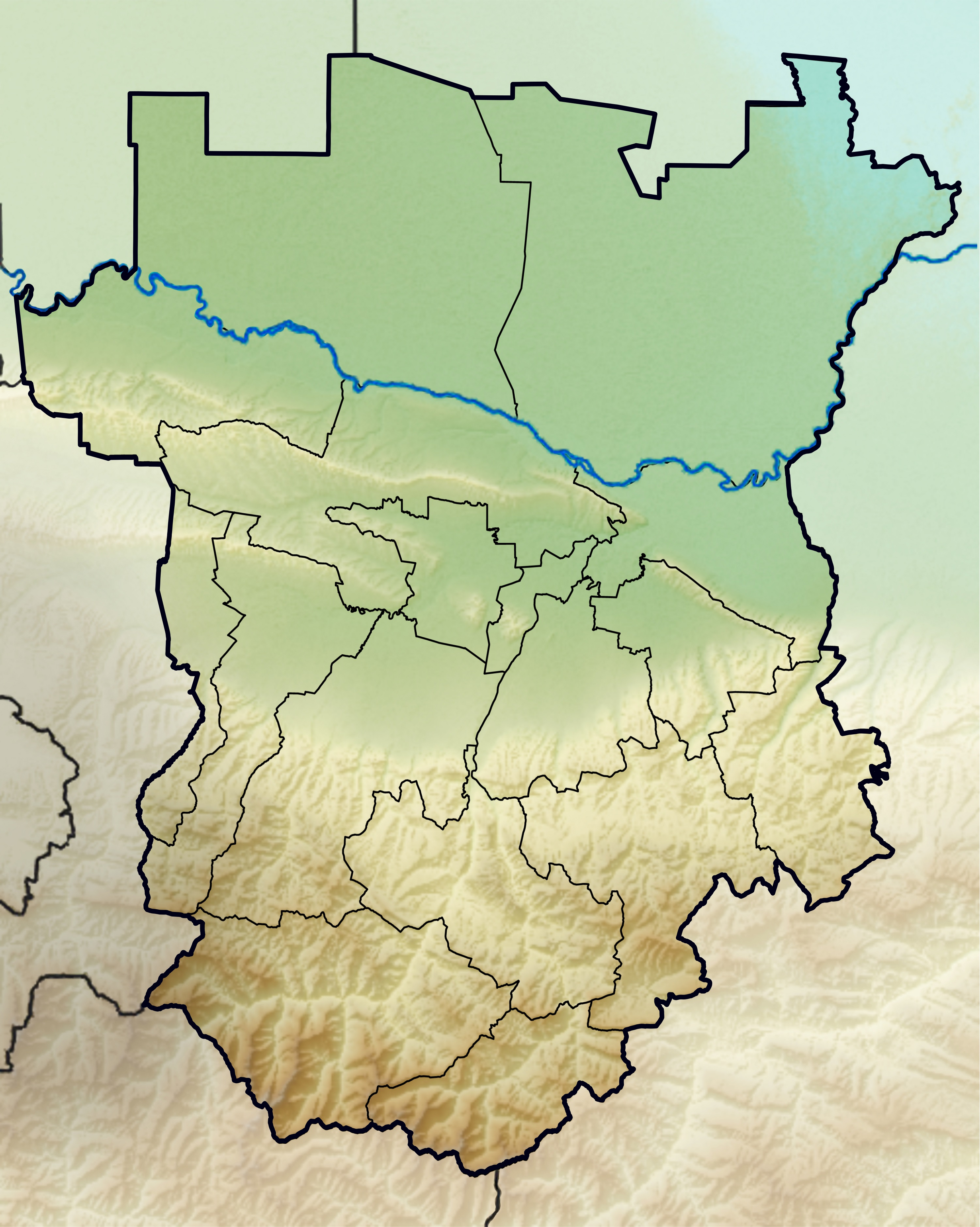
Csecsenföld domborzati térképe

- az északi rész a Kuma–Manics-süllyedék és a Kaszpi-mélyföld síksága,
- a középső terület dombság,
- a déli részen a Kaukázus hegység található.

Legmagasabb csúcsai 4000 méter fölé emelkednek; ezek közül is a legmagasabb a Tebuloszmta: 4493 m.

### Vízrajz
Fő folyói a Tyerek, a Szunzsa és az Argun.

Képek
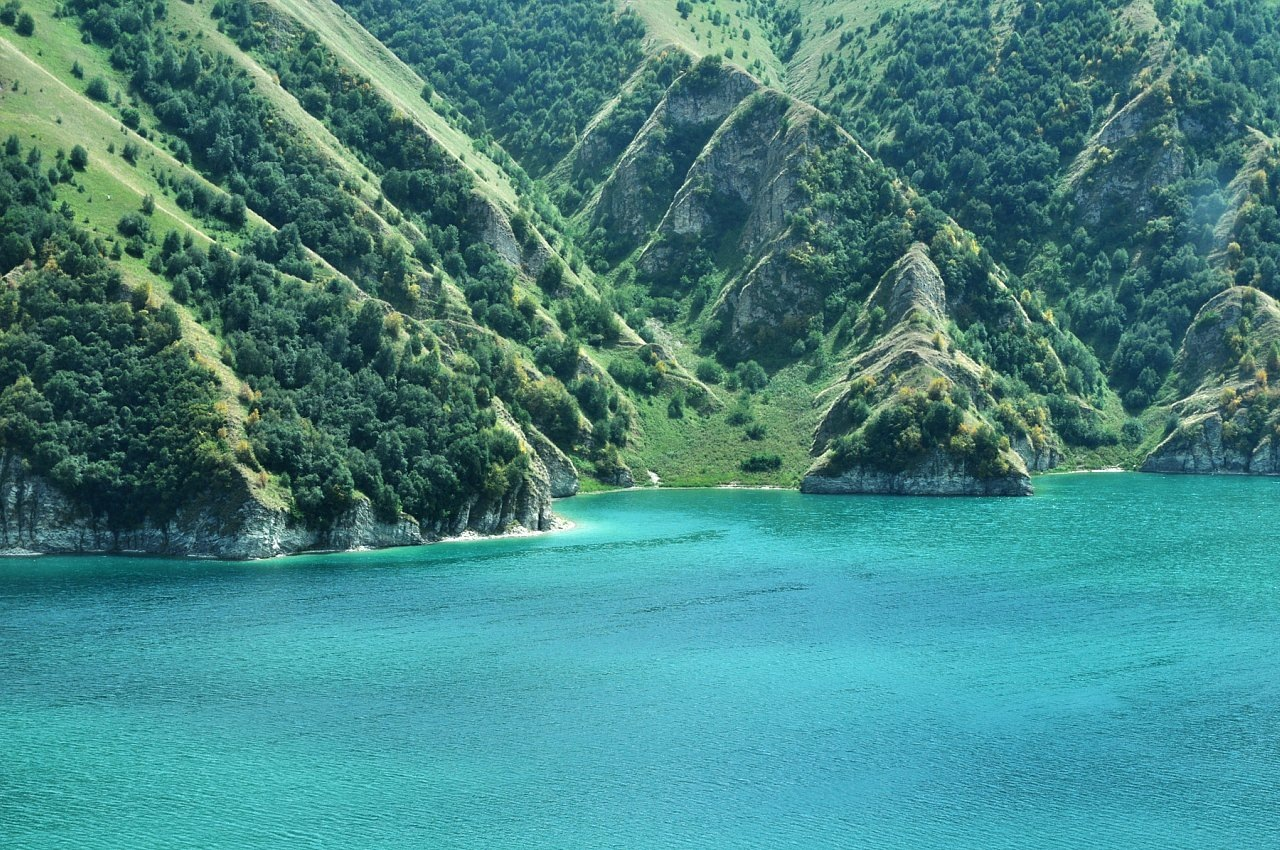
Kezenojam
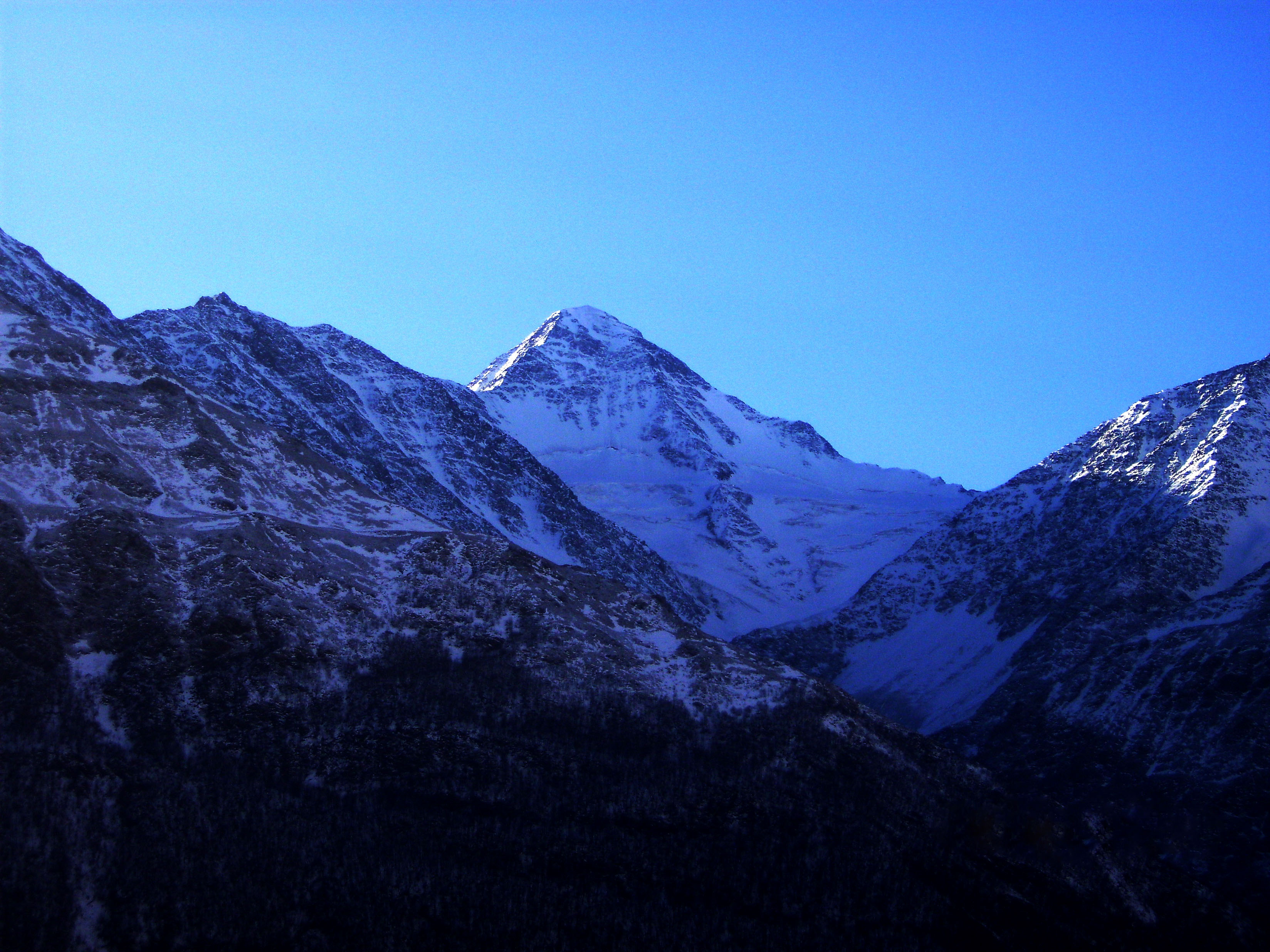
Komito-hegy
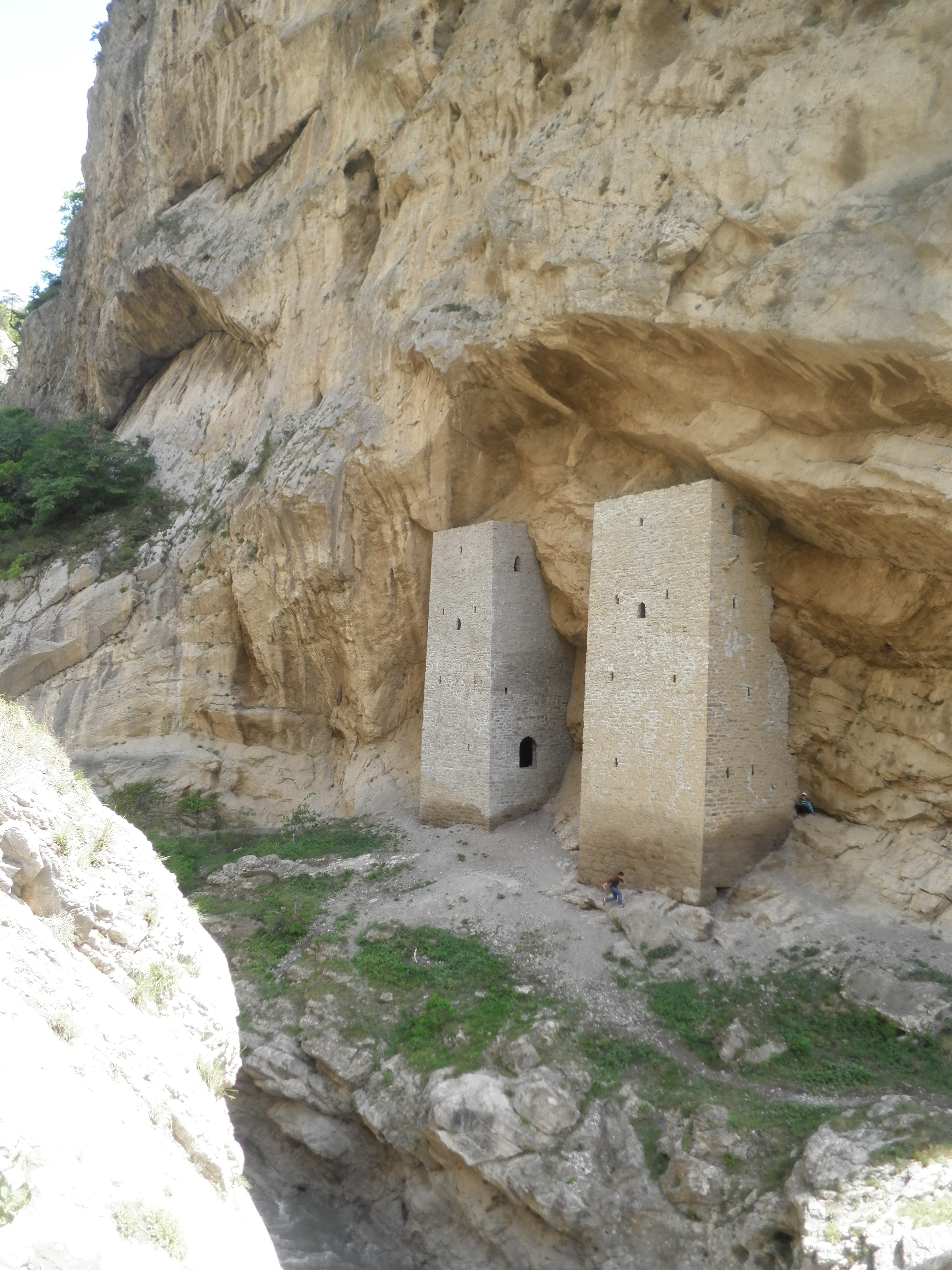
Ushkaloj tornyok
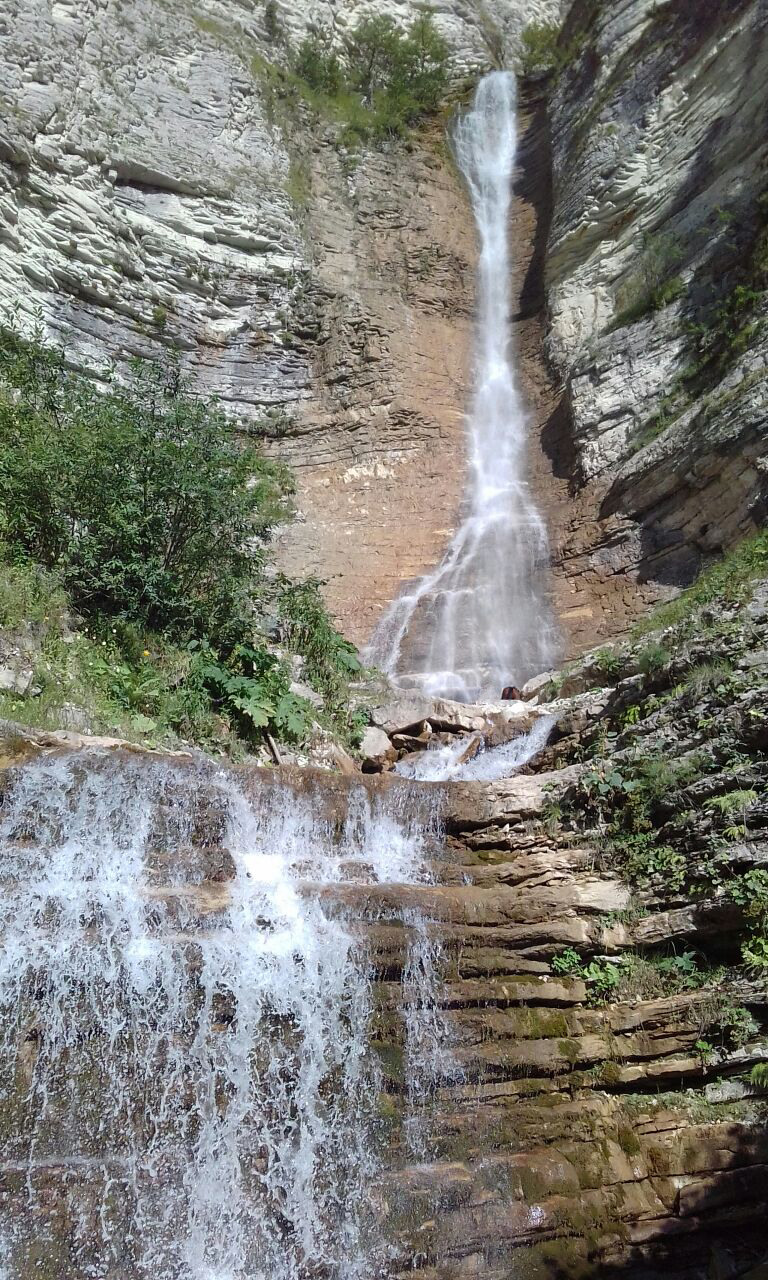
Nohcskeloj-vízesés
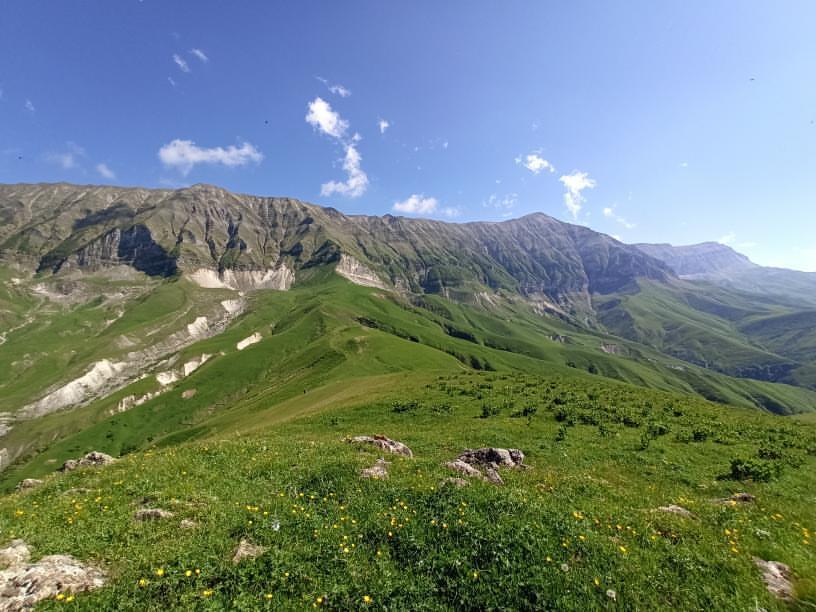
Gendargnoj-lam

## Története

Csecsenföld térképe és nagyobb városai

### Csecsenföld kialakulása
Csecsenföld a mai Grúzia, Dagesztán, és Ingusföld között terül el, Oroszország európai részén.
Lakói a csecsenek, akik a Dagesztánban élő népcsoportokkal vannak közelebbi rokonságban. Távoli őseik valószínűleg a hurri-urartui nép ősei voltak, akik az i. e. 3. évezred környékén éltek azon a területen, ahol ma Dagesztán és Csecsenföld is fekszik.
A csecsenek klasszikus értelemben vett néppé egészen az 1800-as évekig nem szerveződtek, hanem úgynevezett aulközösségekre oszlottak, ami egyfajta nemzetségi jellegű tagolódás (települési egységekbe tömörültek). Patriarchális nemzetségeik, melyeket tejpeknek neveznek, szigorú leszármazási rend alapján működnek (szigorúan szabályozott exogámia). A nemzetségi szervezet intézményei, mint a vérbosszú, a nemzetségi tanács, a nőrablás, a vendégbarátság stb. mind a mai napig fennmaradtak. Ezek a nemzetségek körülbelül 40-50 főnyi nagycsaládokból álltak, a család feje a nemzetségi tanács tagja és a vallási teendők ellátója volt.
A 16. században az Icskeri hegyekből a síkvidékre vándoroltak, ahol kétlegelős állattartással (kecskét és juhot tartottak) valamint földműveléssel foglalkoztak. Kezdetleges földművelő technológiáik ellenére a jó folyóvölgyi talaj miatt nagy termésátlagot tudtak elérni árpából, őszi búzából és kölesből. Egyre inkább megnőtt a szarvasmarha- és bivalytartás fontossága, majd (a kaukázusi háborúk idején) a lótenyésztésé is.
A 18. században felvették az iszlám vallás szunnita ágát, de továbbra is megmaradt az ősi mitológiájuk, valamint a rítusaik.
A 19. században az orosz terjeszkedést csak nehezen tudták megakadályozni, de Samil imám végül az Észak-Kaukázusban teokratikus államot hozott létre (1834–1859). Samil állama tekintélyes volt, de amikor 1837-ben I. Miklós cár a Kaukázusban jártakor tárgyalásra hívta, Samil nem ment el. Ezután nyolc évvel, 1845-ben az oroszok rátámadtak Csecsenföldre, de a nagy veszteségek miatt végül feladták a megszállásra vonatkozó terveiket. Bár az oroszok az offenzívával felhagytak, Samil kényszerhelyzetbe került, és a harcok pénzelésére adót kezdett szedni, ami azt eredményezte, hogy a nép ellene fordult.
A krími háború alatt Samil tárgyalt a francia hadsereg parancsnokával, aki el is fogadta a szolgálatait, de 1859-re helyzete kilátástalanná vált, majd feladta magát. Később az oroszok elengedték, hogy részt vehessen a mekkai zarándoklaton, de Medinában meghalt.
Ezt követően az oroszok telepeseket küldtek Csecsenföldre, és az ellenállást 1864-re sikerült megtörniük. Ezután Csecsenföldet az egész Kaukázussal együtt az Orosz Birodalomhoz csatolták. Később Szovjet-Oroszország is igényt tartott Csecsenföldre, így miután 1922-ben autonóm területté nyilvánították, 1934-ben Ingusfölddel összevonva létrehozták a Csecsen-Ingus Autonóm Szovjet Szocialista Köztársaságot.
A második világháború alatt, amikor híre ment, hogy a németek a Kaukázus felé törnek, több helyen felkelések robbantak. Sztálin megtorlásképpen 1944-ben a csecsenek java részét, körülbelül 400 000 embert több más kaukázusi néppel együtt Közép-Ázsiába és Kazahsztánba deportáltatta (Sztálin halálát követően 1957-ben visszatérhettek hazájukba).

### Az 1990-es évek
A Szovjetunió felbomlásakor a csecsenek Dzsohar Dudajevet választották meg elnöküknek, aki kinyilvánította a Csecsen Köztársaság függetlenségét, bár ezt egyetlen állam sem ismerte el. A csecsenek innentől szeparatista (törzsi alapokon nyugvó, a teljes elszakadásra törekvő) politikát folytattak. Ennek oka az volt, hogy még a szovjet időkben is inkább a tejpek irányították Csecsenföldet, mint a szovjet regionális szervek.
A Szovjetunió megszűnésekor a tejpek képesek voltak átvenni az irányítást, de mivel csak a csecsen tejpek voltak ilyen erősek, a nacionalisták nem tudták az egész Kaukázust Oroszország ellen hangolni. Végül a szeparatista törekvések miatt 1991 novemberében Borisz Jelcin orosz elnök rendkívüli állapotot hirdetett ki, de ezt Dudajev pár nappal később feloldotta.
1992 júniusában etnikai zavargások miatt az orosz katonai vezetők kivonták csapataikat a térségből, majd december 10-én jóváhagyták az Ingus Autonóm Köztársaság megalakulását. Ez azt jelentette, hogy a csecsen-ingus államközösség megszűnt.

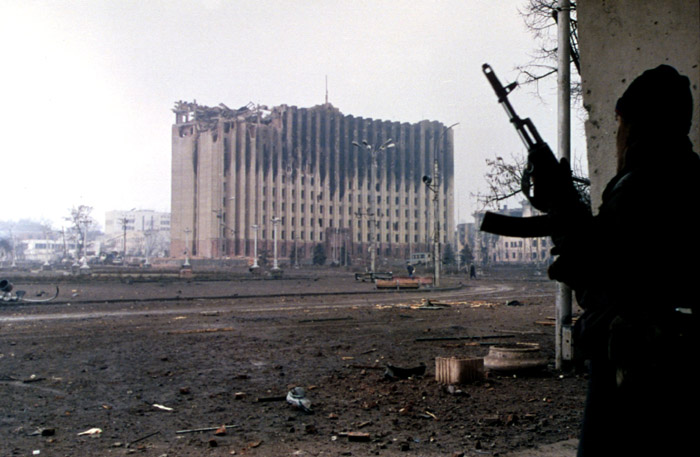
Csecsen harcos, háttérben a kiégett grozniji elnöki palota (1995. január)

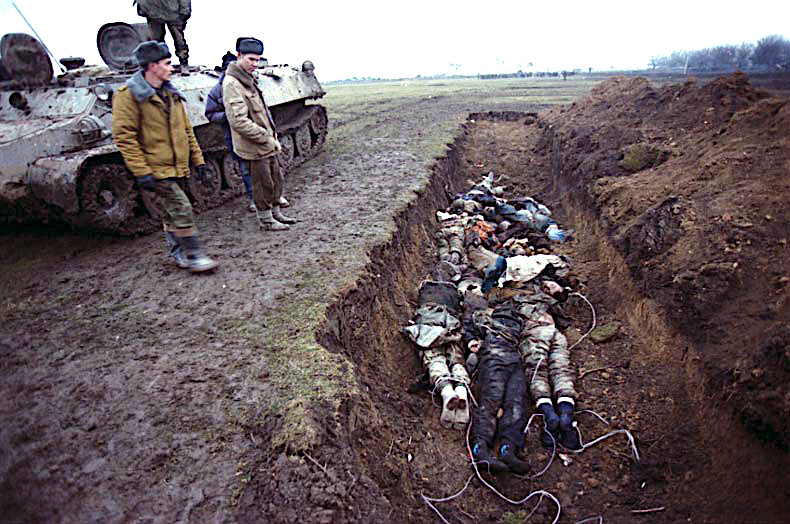
Tömegsír (2000.)

Dudajev 1993 áprilisában erőszakkal átvette a hatalmat, amire válaszként az oroszbarát csecsen fegyveresek támadásokat intéztek a kormányzat ellen (1994). Még ez évben, 1994. december 11-én az orosz csapatok ismét bevonultak Csecsenföldre. Diplomáciai körökben ez nem okozott megdöbbenést, hiszen a "csecsenföldi kérdést" orosz belüggyé nyilvánították. A több mint 60 000 fős orosz seregnek az eredeti "villámháború" helyett majd' fél évbe tellett a főváros, Groznij elfoglalása (1995. március). A csecsenek ezután gerillaharcokban igyekeztek megsemmisíteni az orosz csapatokat. Ebben a helyi maffia által "befektetett" olajpénzeknek is nagy szerepe volt.
1995. július 30-án a bugyonnovszki túszdráma (a csecsenek egy orosz kórházat szálltak meg) után aláírták a tűzszünetet és egy katonai egyezményt, miszerint az orosz csapatok kivonulnak, a csecsen fegyveres alakulatokat pedig lefegyverzik. Dudajev halála (1996. április) után Zelimhan Jandarbijev bár folytatta az ellenállást, 1996 májusában tűzszüneti egyezményt kötött Moszkvával, majd júniusban megegyeztek abban is, hogy Oroszország végleg kivonja csapatait Csecsenföldről.
Ennek ellenére júliusban újabb harcok törtek ki, ám egy hónappal később ismét megegyezés született (1996. augusztus). Ezen béke értelmében 1997 elejére az orosz katonák elhagyták Csecsenföldet, és döntöttek arról is, hogy öt éven belül rendezik Csecsenföld jogi státuszát is. 1997 januárjában Aszlan Maszhadov személyében új elnöke lett Csecsenföldnek, ám ő nem volt képes leszámolni a radikálisokkal. Tovább folytatódtak a túszejtő akciók (melyeknek két magyar áldozata is volt).
1999-ben több városban is robbantásos merényleteket követtek el lakóházak ellen. A hivatalos narratíva szerint ezeket csecsen terroristák követték el, de több arra utaló bizonyíték is napvilágra került hogy az FSZB (Orosz Szövetségi Biztonsági Szolgálat) keze is benne volt a támadásokban. Ezen akciókban körülbelül 300 ember halt meg. Erre válaszul Vlagyimir Putyin orosz elnök meghirdette az 1996-os megállapodás felülvizsgálatát, valamint a „biztonsági zóna” létrehozását. Ezt egy két hétig tartó légicsapás-sorozat előzte meg, majd szinte szárazföldi hadműveletté alakult át. A nemzetközi felháborodás ellenére folytatódtak a hadműveletek, így november végére Csecsenföld északi részét ellenőrzésük alá vonták az orosz csapatok. Groznijt is bekerítették, de ennek ellenére a csecsenek nem adták fel a harcot. 2000-ben több orosz városban ismét merényleteket követtek el.

### 2000-től napjainkig

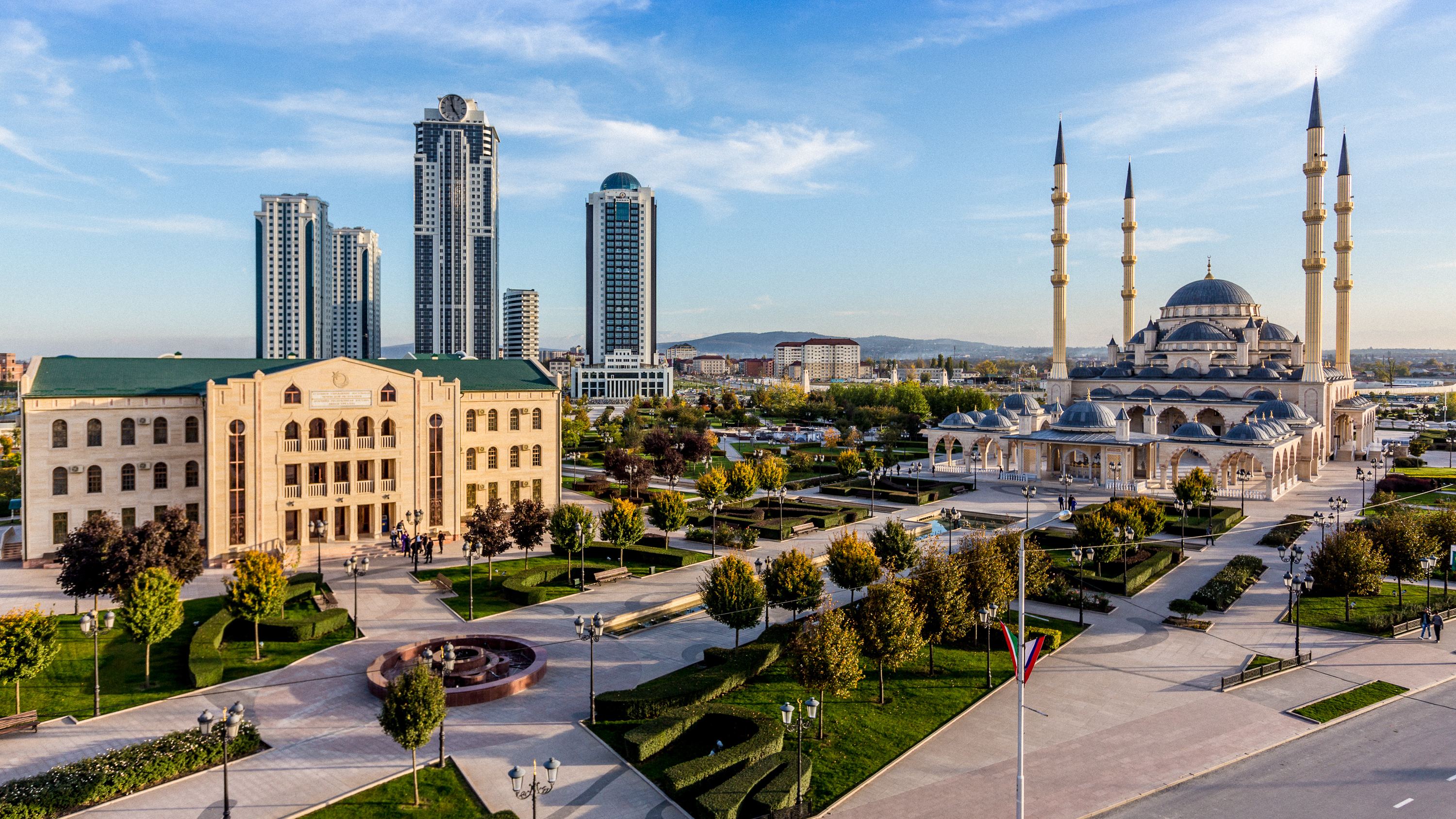
Groznij a 2010-es években

A háború megdöntötte Maszhadov hatalmát, és helyére az oroszok 2003-ban Ahmad Kadirovot  tették manipulált választások révén, akinek az ország pacifikálása lett volna a feladata. 2004 májusában terroristák megölték Kadirov elnököt, szeptemberben a beszláni túszdráma feszítette tovább a húrt. A volt elnök, az ellenzékbe szorult, majd üldözött Maszhadov sikeres külpolitikát folytatott, elhatárolódott a terroristáktól, de 2005-ben egy orosz különleges alakulat megölte, valószínűleg Putyin utasítására. Az új elnök az oroszbarát Ramzan Kadirov, a korábbi elnök fia lett egy, megfigyelők szerint szintén manipulált választás révén. Azóta Kadirov számos politikai ellenfelét ismeretlenek megölték. Így járt Anna Politkovszkaja orosz tényfeltáró újságíró is, aki sokat írt a csecsenföldi helyzetről. A gyilkosság jelentős nemzetközi felháborodást keltett, a felbujtó ismeretlen maradt. Időközben Oroszország megkezdte a porig rombolt Groznij újjáépítését. Csecsenföldön évek óta üldözik, kínozzák és  kivégzik a homoszexuálisokat. A menekülők sorsa szintén aggasztó és kérdéseket vet fel, mert külföldön sincsenek biztonságban.

## Demográfia

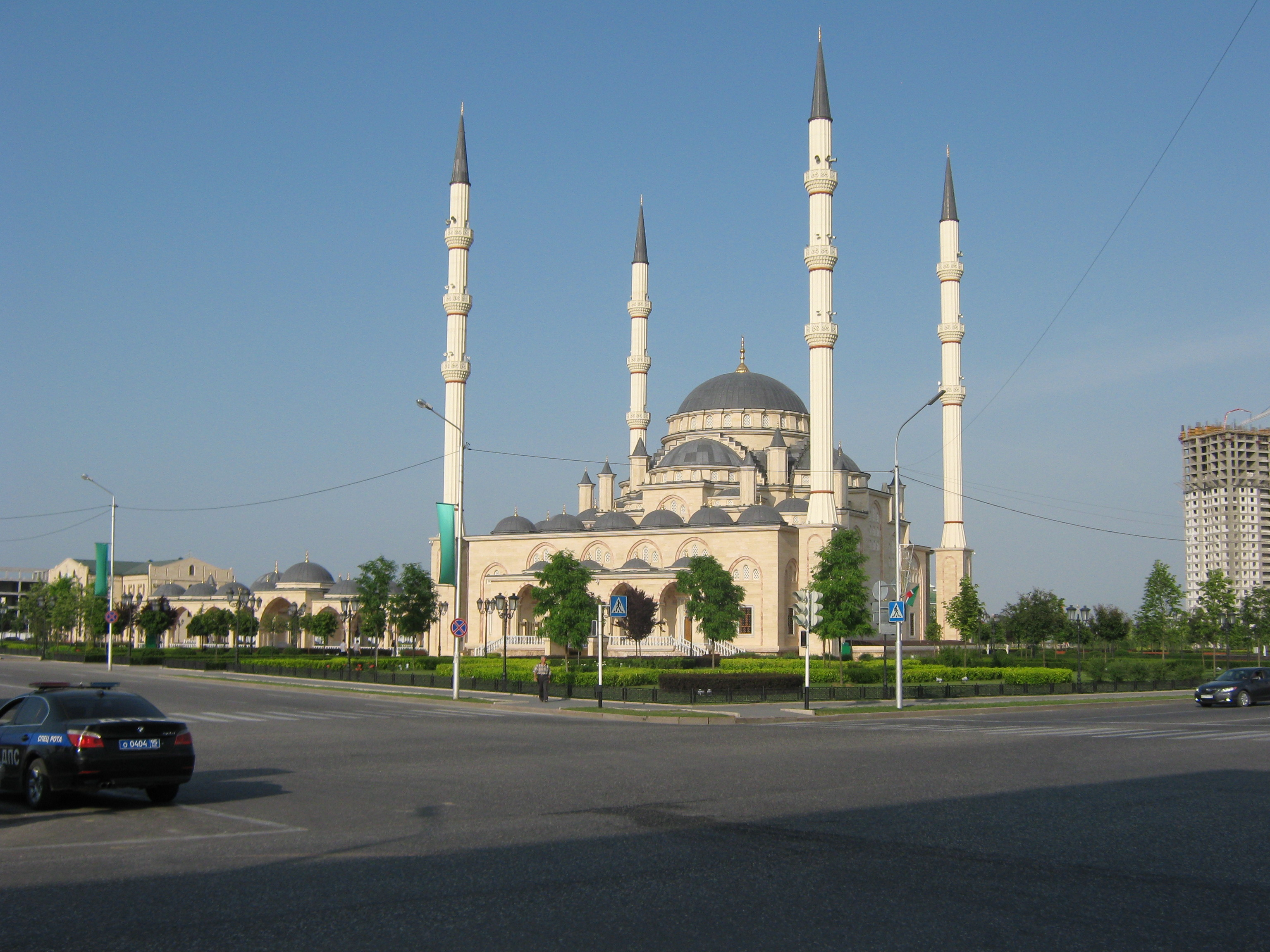
Ahmad Kadirov mecset Groznijban

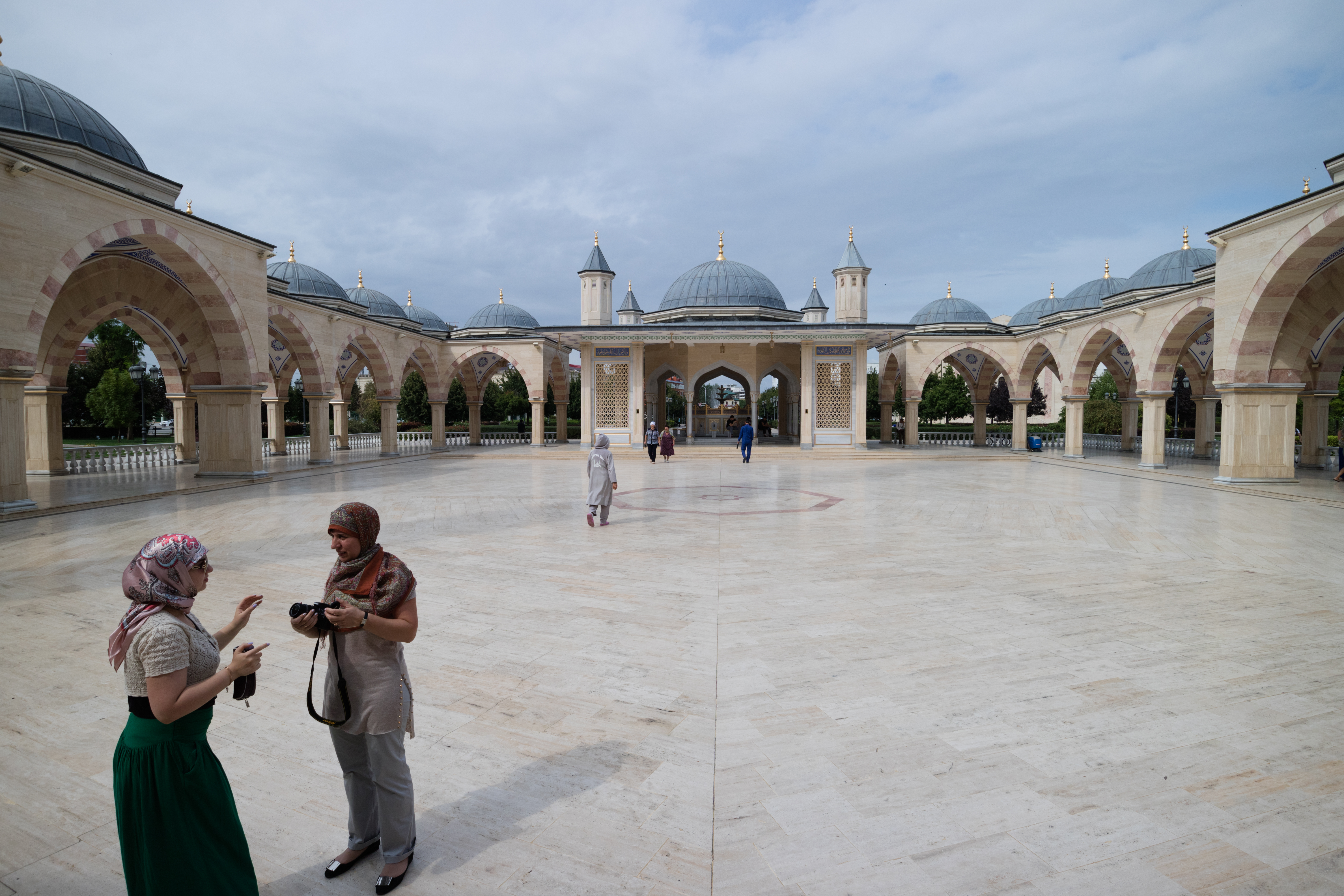
Az Ahmad Kadirov mecset belső udvara

### Népességváltozás
| Lakosok száma | 1 268 989 | 1 394 833 | 1 478 726 | 1 492 992 |
|               | 2010      | 2016      | 2020      | 2021      |

### Nyelv
A köztársaságban a csecsen és az orosz nyelveket használják.

### Etnikumok
Az etnikai összetétel a 2010-es népszámlálás szerint a következő:
| Etnikum   | Számban   | Százalékban |
| --------- | --------- | ----------- |
| Csecsenek | 1 206 551 | 95,3 %      |
| Oroszok   | 24 382    | 1,9 %       |
| Kumikok   | 12 221    | 1,0 %       |
| Avarok    | 4864      | 0,4 %       |
| Egyéb     | 18 456    | 1,5 %       |

### Vallás
Az iszlám a domináns vallás, ezen belül a szunnita iszlám  (shafi'i madhhab), amely nagy spirituális, kulturális és politikai befolyást gyakorolt a régió számos népére. Az iszlám tömeges elterjedése a csecsenek ősei körében a 14. században kezdődött, és többnyire békésen ment végbe, a szomszédos Dagesztánból érkező missziós tevékenység révén, ahová az iszlám korábban, az arab hódítások hullámán keresztül behatolt.
2010-ben a Groznijban megkérdezettek 95%-a gyakorolja az iszlámot.
Az „ Open Doors ” nemzetközi keresztény szervezet 2012-re vonatkozó tanulmányának eredményei szerint a Csecsen Köztársaság a 20. helyen áll a világ azon régióinak listáján, ahol a keresztények jogait leginkább elnyomják.

### Települések

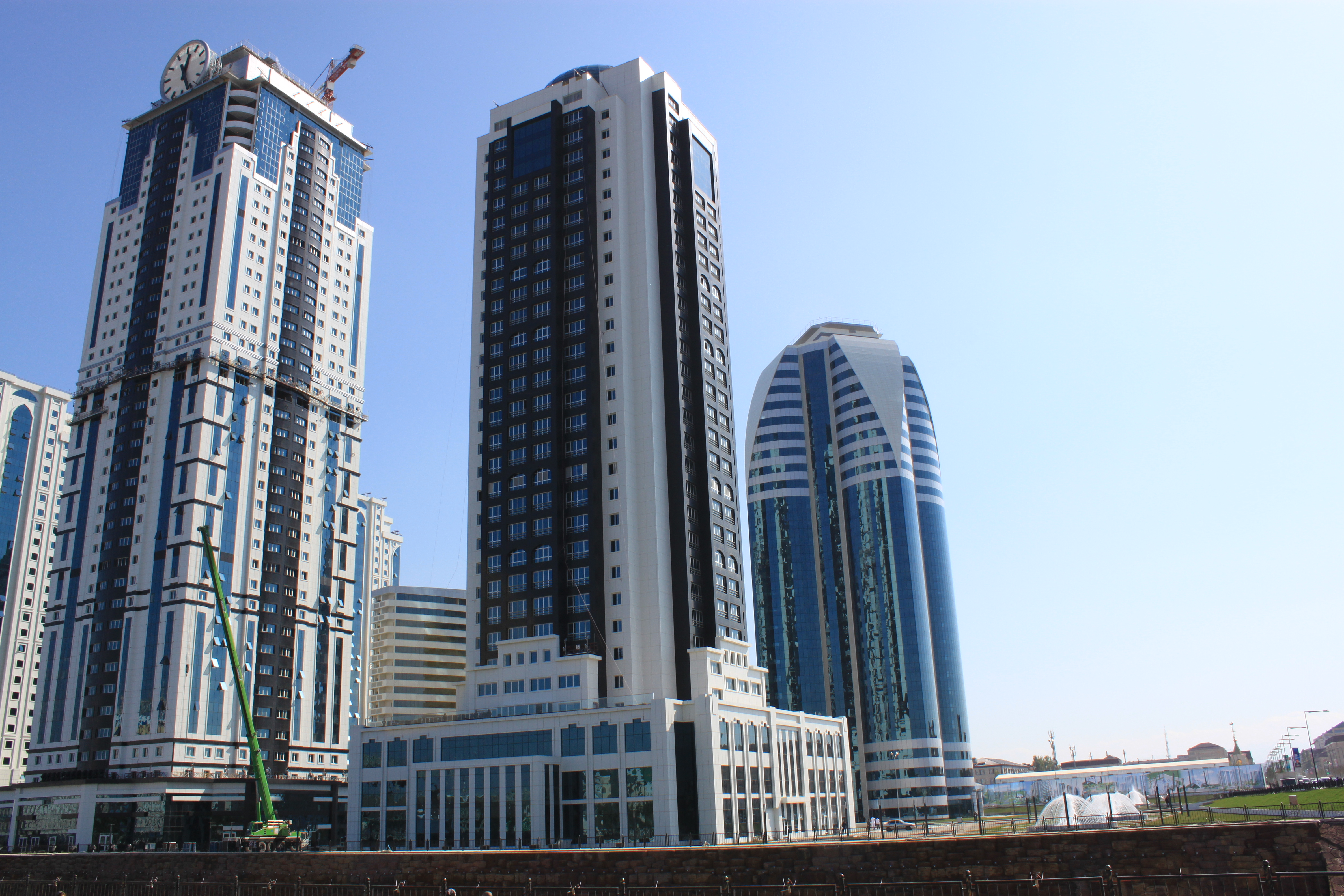
Groznij modern épületei

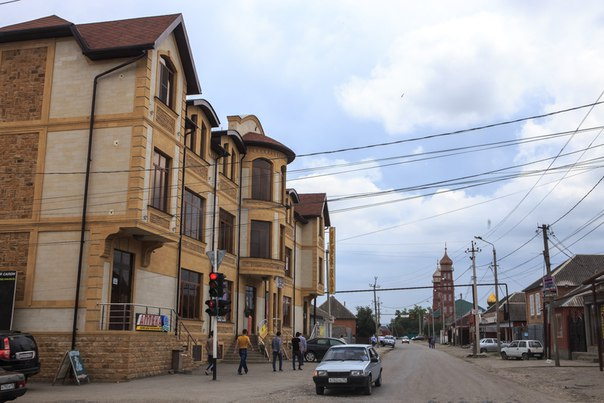
Sali

Csecsenföldön (a 2010. évi népszámláláskor) 5 város és 359 falusi település található, mely utóbbiak közül 29 lakatlan, melynek oka természetesen a hosszas háborúskodás.
A 2010. évi népszámlálás adatai szerint Csecsenföldön csupán 35% a városi népesség aránya. A legnagyobb falu népessége meghaladja a 22 ezer főt, és összesen 87-é éri el a háromezret, melyek együttesen a köztársaság lakosainak 50%-a számára nyújtanak otthont. Más orosz régiókhoz képest a városok és az aprófalvak súlya kisebb, a nagy- és óriásfalvaké viszont sokkal nagyobb Csecsenföld településhálózatában.
Csecsenföld városai a következők (2010. évi népességükkel):
- Groznij (271 573)
- Urusz-Martan (49 070)
- Sali (47 708)
- Gugyermesz (45 631)
- Argun (29 525)

## Közigazgatás és önkormányzatok
Csecsenföld (a 2010. évi népszámláláskor) közigazgatási szempontból 15 járásra oszlik. Az 5 város közül 3 (Groznij, Argun és Gugyermesz) köztársasági alárendeltségű, így nem tartoznak egyik járáshoz sem.
Az önkormányzatok területi beosztása megegyezik a közigazgatási felosztással. A 15 járás mindegyikében járási önkormányzat működik, míg Groznij, Argun és Gugyermesz a járásoktól független városi körzetet alkotnak, melyeknek egyszintű önkormányzata van, egyszerre gyakorolják a járási és a községi önkormányzati hatásköröket. A járásokhoz összesen 2 városi község – ezek székhelye város – és 217 falusi község tartozik.
A járások és székhelyeik (a térképen Gugyermesz városi körzet nincs külön feltüntetve):
| Térkép                    | Sorszám | Városi körzet neve       | Székhely        |
| ------------------------- | ------- | ------------------------ | --------------- |
| Csecsenföld közigazgatása | 16.     | Groznij városi körzet    | Groznij         |
| Csecsenföld közigazgatása | 17.     | Argun városi körzet      | Argun           |
| Csecsenföld közigazgatása | *       | Gugyermesz városi körzet | Gugyermesz      |
| Csecsenföld közigazgatása | Sorszám | Járás neve               | Székhely        |
| Csecsenföld közigazgatása | 1.      | Acshoj-martani járás     | Acshoj-Martan   |
| Csecsenföld közigazgatása | 3.      | Grozniji járás           | Groznij         |
| Csecsenföld közigazgatása | 4.      | Gugyermeszi járás        | Gugyermesz      |
| Csecsenföld közigazgatása | 5.      | Itum-kalei járás         | Itum-Kale       |
| Csecsenföld közigazgatása | 6.      | Kurcsaloji járás         | Kurcsaloj       |
| Csecsenföld közigazgatása | 8.      | Naurszkajai járás        | Naurszkaja      |
| Csecsenföld közigazgatása | 9.      | Nozsaj-jurti járás       | Nozsaj-Jurt     |
| Csecsenföld közigazgatása | 12.     | Sali járás               | Sali            |
| Csecsenföld közigazgatása | 13.     | Saroji járás             | Himoj           |
| Csecsenföld közigazgatása | 14.     | Satoji járás             | Satoj           |
| Csecsenföld közigazgatása | 15.     | Selkovszkajai járás      | Selkovszkaja    |
| Csecsenföld közigazgatása | 10.     | Szunzsai járás           | Szernovodszkoje |
| Csecsenföld közigazgatása | 7.      | Tyereki járás            | Znamenszkoje    |
| Csecsenföld közigazgatása | 11.     | Urusz-martani járás      | Urusz-Martan    |
| Csecsenföld közigazgatása | 2.      | Vegyenói járás           | Vegyeno         |

## Emberi jogok helyzete
Ramzan Kadirov hatalomra lépése óta az emberi jogok Csecsenföldön egyre többször kerülnek megsértésre. Ugyan Csecsenföld az Oroszországi Föderáció része, mégis az egyik legnagyobb autonómiával bíró területe. Az orosz szövetségi kormányzat nagyon ritkán avatkozik bele a csecsen belügyekbe, aminek feltételezhetően az az oka, hogy Kadirov a Kreml barátjaként nem fog törekvéseket tenni annak érdekében, hogy Csecsenföld elszakadjon Oroszországtól. Ugyan hivatalosan sem az orosz sem a csecsen kormány nem ismerte el a jogsértéseket, de az ott élők elmondása, a független sajtó és az orosz, illetve nemzetközi emberi jogi szervezetek beszámolói alapján tudható, hogyan épül fel a Kadirov vezette köztársaság. Még azok a csecsenek sem lehetnek biztonságban, akik külföldre menekültek, hiszen az ország rendőrsége és titkosszolgálata nem egy esetben kutatta fel és végezte ki a csecsen állam vélt ellenségeit a csecsen és orosz határokon túl is.
°

### Terror a csecsen LMBT közösség tagjai ellen
2017. február 20-án, Argunban egy férfit őrizetbe vettek kábítószerrel való visszaélés miatt. A rendőrök a telefonja átkutatása során több tucat homoszexuális pornográf tartalmat és kapcsolattartási adatot találtak. Ez az eset indította el a tömeges letartóztatások láncolatát. Becslések szerint körülbelül száz meleg embert tartóztattak le, zártak erre a célra létrehozott koncentrációs táborokba és kínoztak meg. Emberi jogi szervezetek szerint az első ilyen hullám következtében három ember vesztette életét a letartóztatások után, de egyes források sokkal több halottról adtak információt. A csecsenföldi melegek üldöztetéséről az orosz ellenzéki Novaya Gazeta számolt be elsőként 2017. április 1-jén. 

## Kultúra

### Gasztronómia
A csecsen konyha legfőbb alapanyagai a hús, póréhagyma, sajt, sütőtök és kukorica. Fűszerezés gyanánt használnak hagymát, medvehagymát, borsot és kakukkfüvet. Gazdag a választéka a könnyen elkészíthető előételeknek.
A csecsenek egyik legnépszerűbb étele a hingals nevű tésztaféle, amelyet sütőtökkel és vajjal töltenek meg. A zsizsig-galnas egy főt tészta (hasonlít a nudlihoz), amit különféle húsokkal (bárány, marha vagy baromfi) tálalnak. A desszertek közül kiemelhető a perzsa eredetű dema hovla, a halva helyi változata.

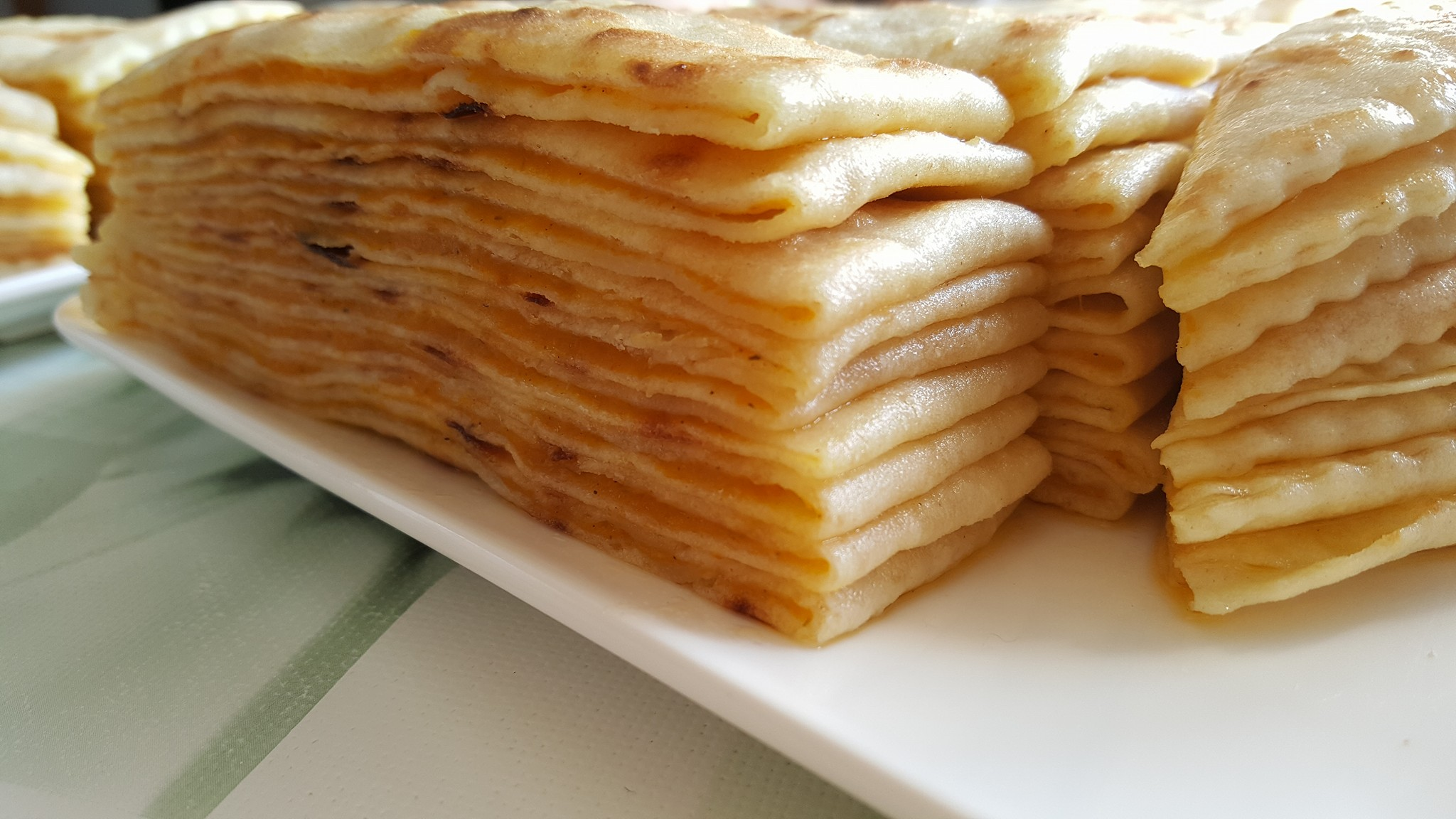
Hingals
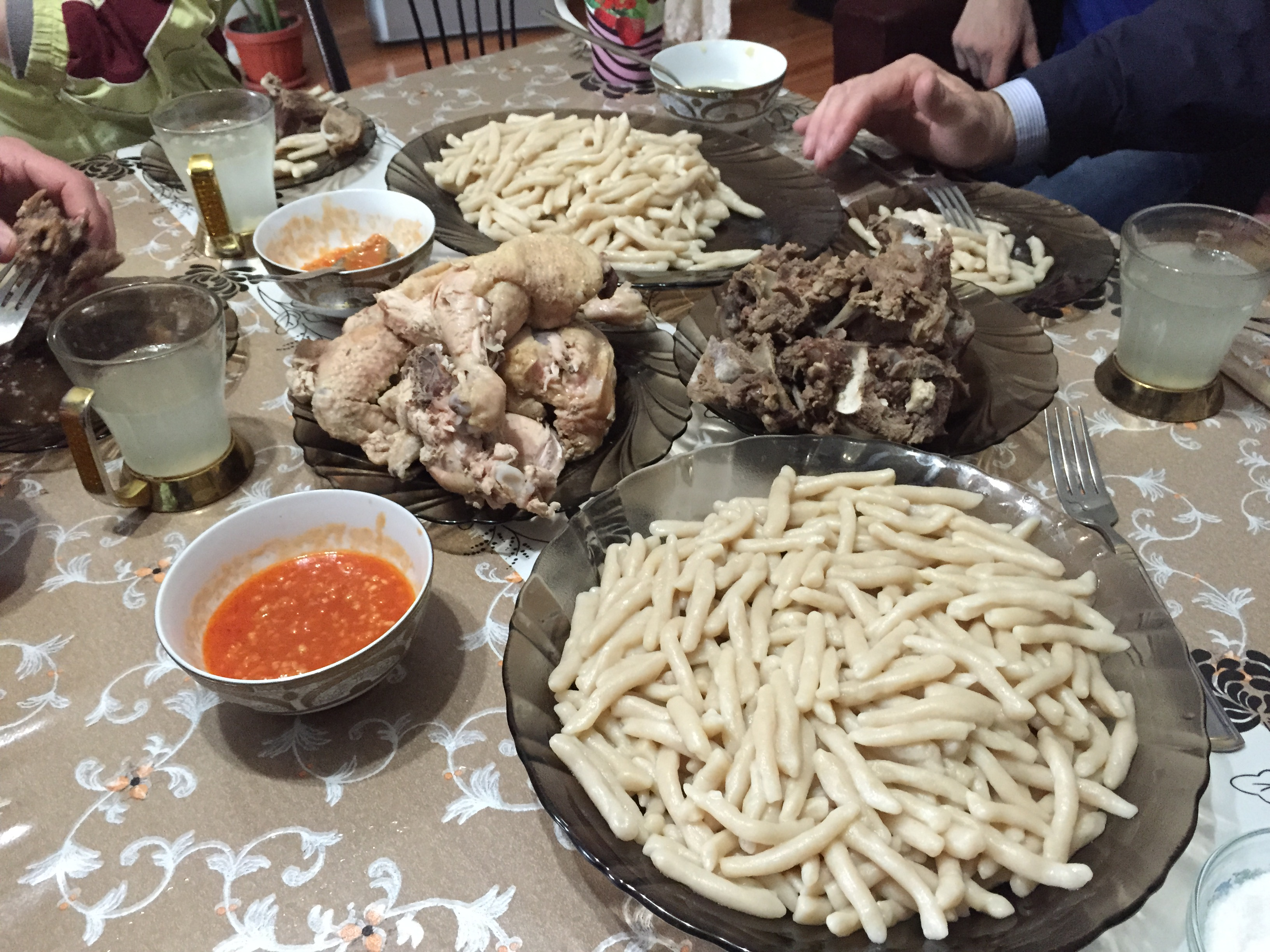
Zsizsig-galnas
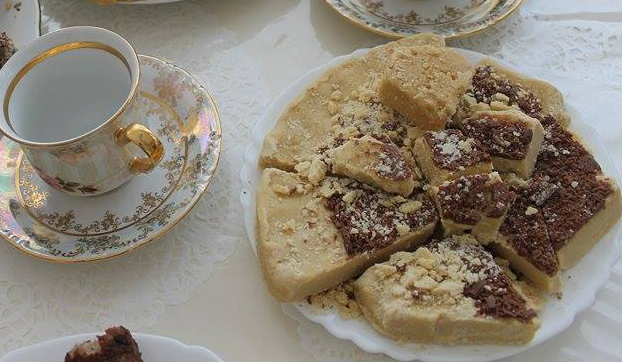
Dema hovla

## Galéria

Képek
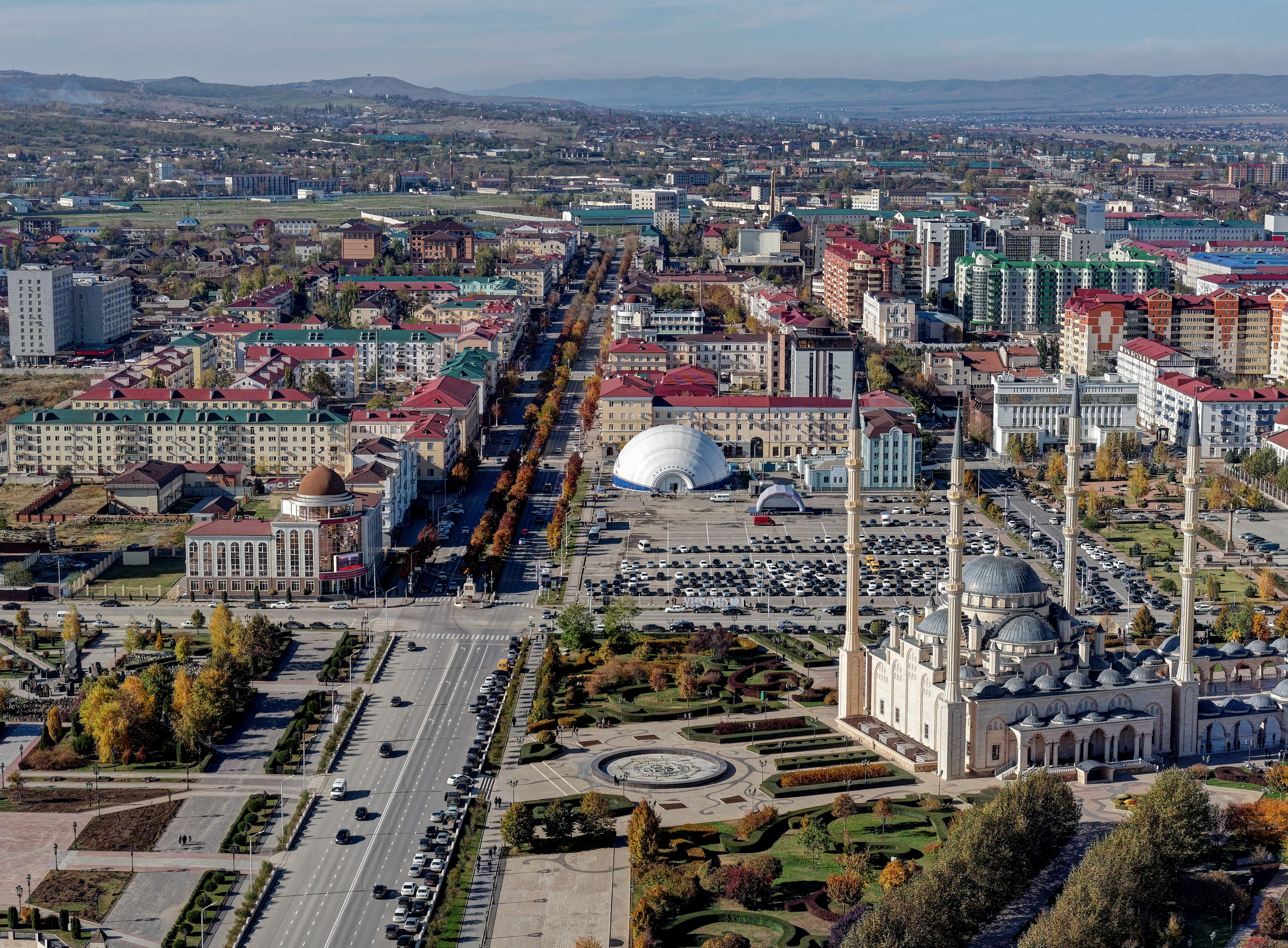
Groznij
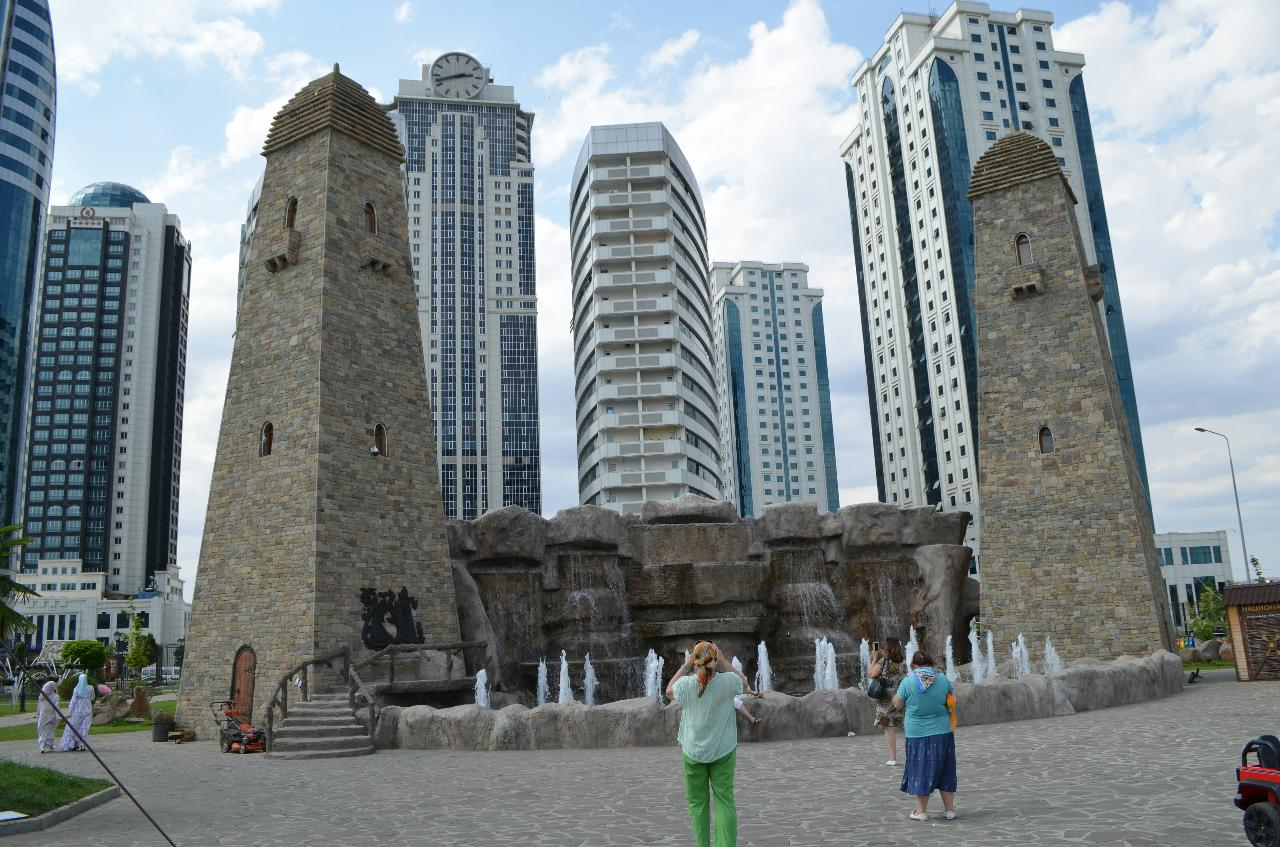
Groznij; a hagyományos és a modern
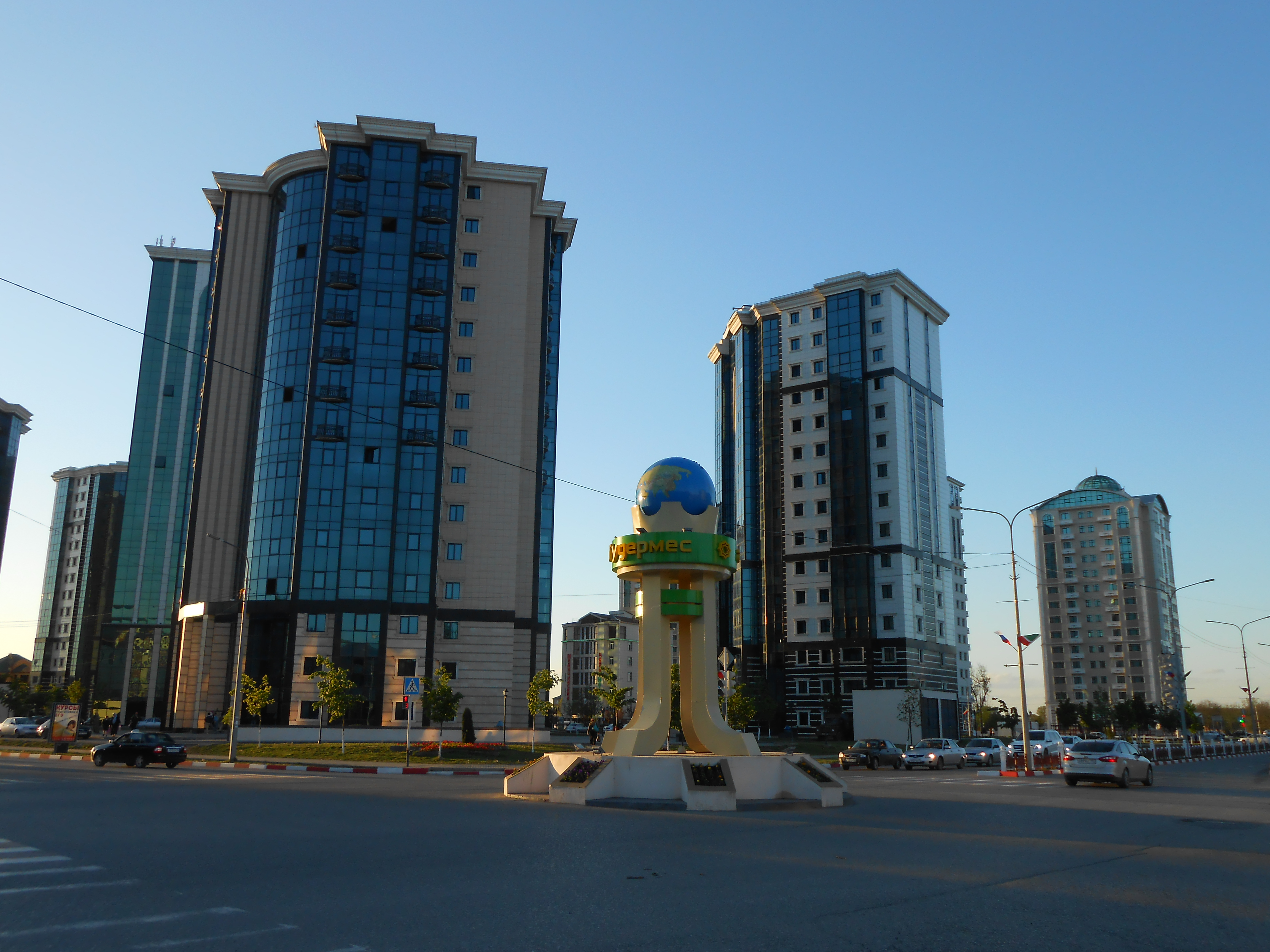
Gugyermesz városa
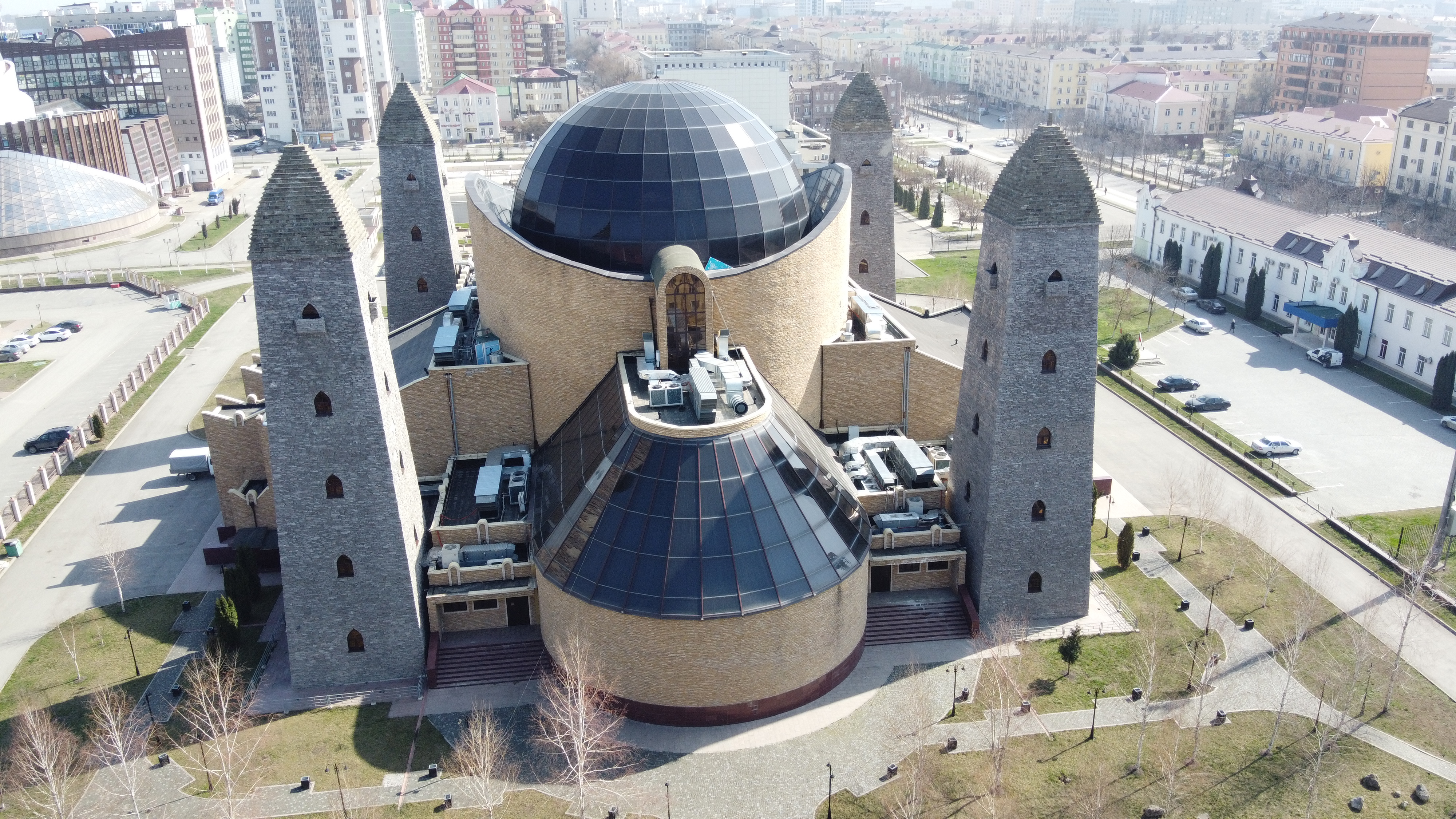
Nemzeti Múzeum
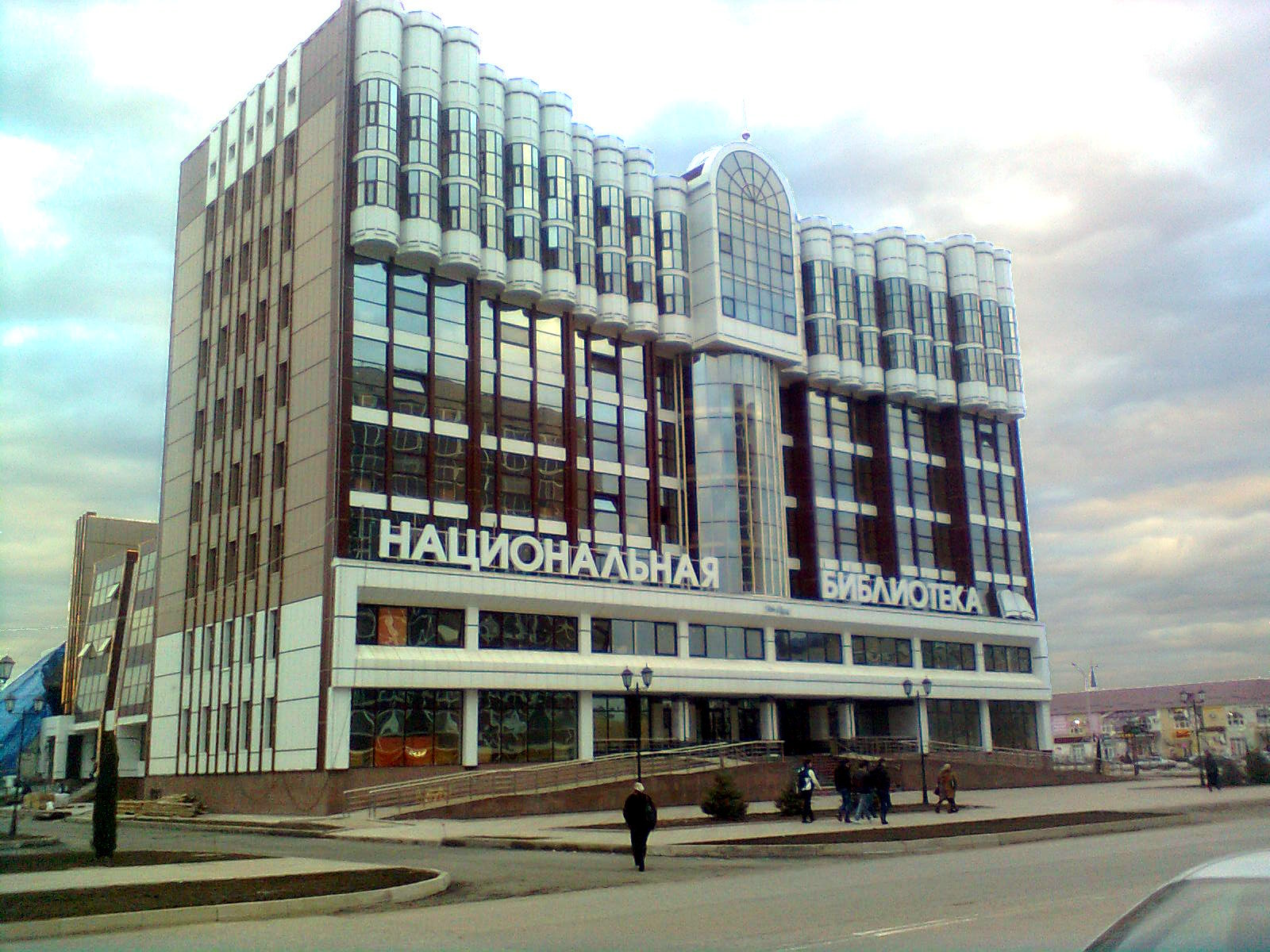
A Nemzeti Könyvtár
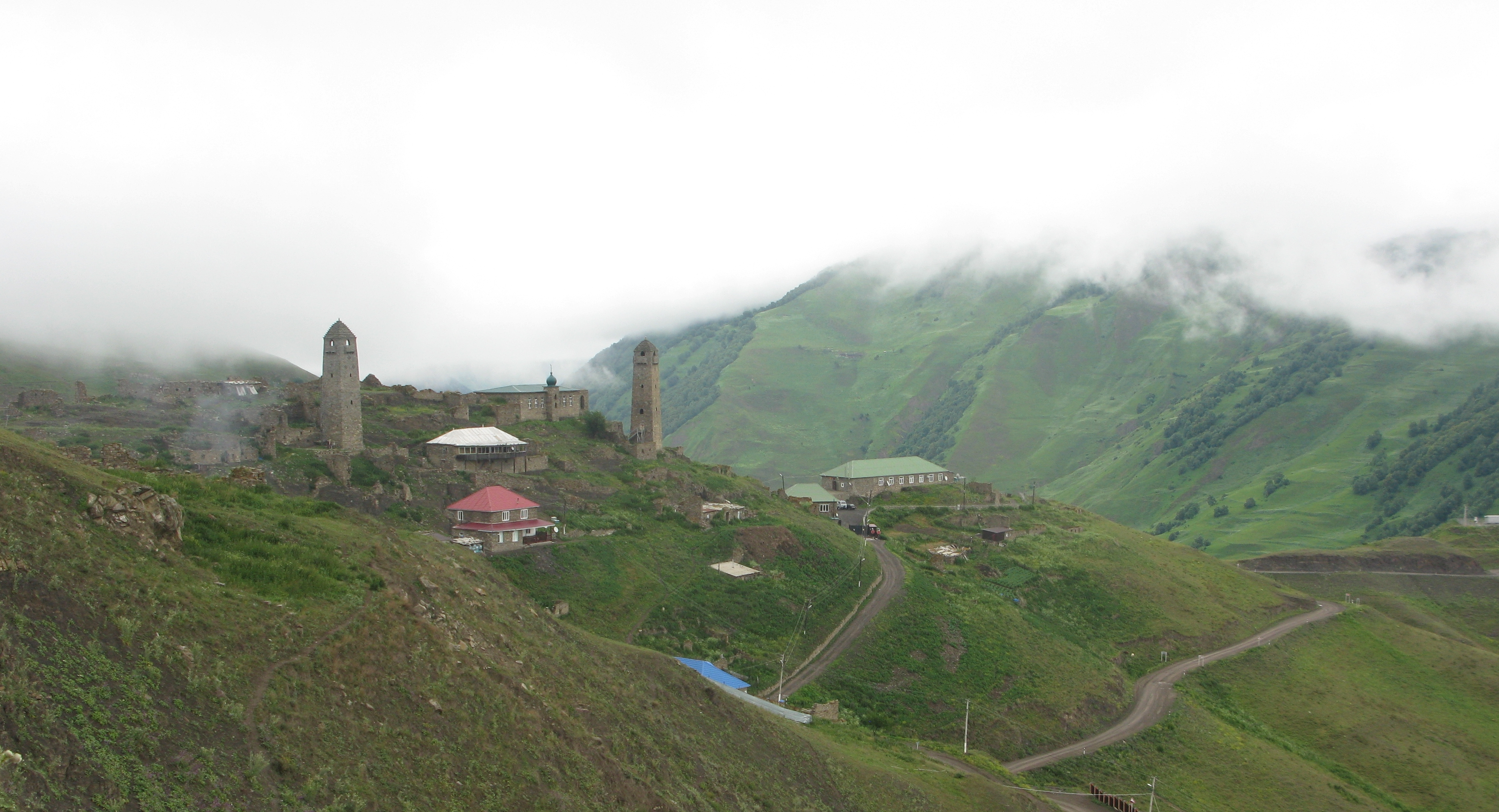
Sharoj (csecsen: Шара) az állam DK-i részén